# Libellago stigmatizans
Libellago stigmatizans – gatunek ważki z rodziny Chlorocyphidae.